# Michael Bay
Michael Benjamin Bay (sinh ngày 17 tháng 2 năm 1965) là đạo diễn và nhà sản xuất phim người Mỹ. Ông được biết đến nhiều nhất với việc làm phim hành động kinh phí lớn, ý tưởng cao với đặc điểm là cắt nhanh, kỹ thuật điện ảnh và hiệu ứng hình ảnh có phong cách, cũng như sử dụng nhiều hiệu ứng đặc biệt, bao gồm cả việc mô tả các vụ nổ thường xuyên. Các bộ phim ông đã sản xuất và đạo diễn, bao gồm Armageddon (1998), Pearl Harbor (2001) và loạt phim Transformers (2007–nay), đã thu về hơn 7,8 tỷ đô la Mỹ trên toàn thế giới, khiến anh trở thành một trong những đạo diễn thành công lớn nhất về mặt thương mại trong lịch sử.
Ông là đồng sáng lập của công ty sản xuất thương mại The Institute, hay còn gọi là Viện Phát triển Nhận thức Tri giác Nâng cao. Anh đồng sở hữu Platinum Dunes, nhà sản xuất đã làm lại các phim kinh dị, bao gồm The Texas Chainsaw Massacre (2003), The Amityville Horror (2005), The Hitcher (2007), Friday the 13th (2009) và A Nightmare on Elm Street (2010).
Mặc dù thành công về mặt thương mại tại phòng vé, tác phẩm của Bay thường bị các nhà phê bình phim đánh giá thấp. Trong khi The Rock (1996), Transformers (2007), 13 Hours: The Secret Soldiers of Benghazi (2016) và Ambulance (2022) nhận được đánh giá tích cực vừa phải, hầu hết các bộ phim khác của anh ấy, đặc biệt là bốn phần tiếp theo của Transformers, nhận được tiêu cực bởi các nhà phê bình.

## Đầu đời
Bay sinh ra ở Los Angeles. Anh được nuôi dưỡng bởi cha mẹ nuôi Harriet, một chủ hiệu sách và bác sĩ tâm thần trẻ em, và Jim, một kế toán viên công chúng được cấp phép. Ông là người lớn lên là người Do Thái. Ông nội của ông đến từ Nga. Em họ của ông, Susan Bay, là góa phụ của nam diễn viên Leonard Nimoy của Star Trek (người mà anh cuối cùng đã chọn làm diễn viên lồng tiếng cho Sentinel Prime trong Transformers: Dark of the Moon). Ông theo học trường Crossroad School độc quyền ở Santa Monica, California.
Bay thường kể lại sở thích của mình với các bộ phim hành động từ một sự cố trong thời thơ ấu của mình. Khi còn là một cậu bé, ông đã đốt một số quả pháo gắn vào một chiếc xe lửa đồ chơi và thích thú quay lại trải nghiệm đó bằng máy quay 8 mm của mẹ. Đội cứu hỏa đã được gọi đến và ông bị gia đình phạt nặng.

## Đời tư
Bay sống ở Miami với ba chú chó ngao Anh của mình, được đặt tên cho các nhân vật trong các bộ phim của anh ấy. Khi còn là một cậu bé, ông đã quyên góp số tiền Bar Mitzvah của mình cho một nơi trú ẩn dành cho động vật và thường đưa những chú chó của mình vào các bộ phim của mình. Bonecrusher xuất hiện với vai chú chó "Bones" của Mikaela trong Transformers: Revenge of the Fallen. Mason, chú chó ngao Anh đầu tiên của ông, được đặt tên cho John Patrick Mason, do Sean Connery thủ vai trong The Rock. Mason xuất hiện trong vai con chó của Marcus trong Bad Boys II và con chó của Miles trong Transformers; chú qua đời trong quá trình sản xuất bộ phim thứ hai vào tháng 3 năm 2007.
Bay không lập gia đình và không có con. Trước đây anh ấy đã hẹn hò với vận động viên thể thao Lisa Dergan.
Trong một cuộc phỏng vấn với Rolling Stone năm 2016, Bay nói rằng giá trị tài sản ròng của ông là khoảng 500 triệu đô la. Anh sở hữu một chiếc máy bay phản lực Gulfstream G550 trị giá 50 triệu đô la, cũng như một chiếc Bentley, một chiếc Range Rover, một chiếc Escalade, một chiếc Ferrari, một chiếc Lamborghini và hai chiếc Camaro từ nhượng quyền thương mại Transformers.

## Danh sách phim
| Năm  | Tiêu đề                                   | Nhà phát hành                         |
| ---- | ----------------------------------------- | ------------------------------------- |
| 1995 | Bad Boys                                  | Sony Pictures Releasing               |
| 1996 | The Rock                                  | Buena Vista Pictures                  |
| 1998 | Armageddon                                | Buena Vista Pictures                  |
| 2001 | Pearl Harbor                              | Buena Vista Pictures                  |
| 2003 | Bad Boys II                               | Sony Pictures Releasing               |
| 2005 | The Island                                | DreamWorks PicturesWarner Bros.       |
| 2007 | Transformers                              | Paramount PicturesDreamWorks Pictures |
| 2009 | Transformers: Revenge of the Fallen       | Paramount PicturesDreamWorks Pictures |
| 2011 | Transformers: Dark of the Moon            | Paramount Pictures                    |
| 2013 | Pain & Gain                               | Paramount Pictures                    |
| 2014 | Transformers: Age of Extinction           | Paramount Pictures                    |
| 2016 | 13 Hours: The Secret Soldiers of Benghazi | Paramount Pictures                    |
| 2017 | Transformers: The Last Knight             | Paramount Pictures                    |
| 2019 | 6 Underground                             | Netflix                               |
| 2022 | Ambulance                                 | Universal Pictures                    |